# Citreoviridina
A citreoviridina é uma micotoxina produzida por espécies de Penicillium e Aspergillus. Ela é o análogo dominante de uma família de micotoxinas tetraênicas com potentes efeitos neurotóxicos. Citreoviridina produzida pelo fungo Penicillium citreonigrum provoca inibição da vitamina B1 pelo organismo causando a doença conhecida como Beribéri.  A citreoviridina demonstrou inibir o sistema mitocondrial ATP sintetase.